# Ophiopsammus aequalis
Ophiopsammus aequalis är en ormstjärneart som först beskrevs av George Richard Lyman 1880.  Ophiopsammus aequalis ingår i släktet Ophiopsammus och familjen Ophiodermatidae. Inga underarter finns listade i Catalogue of Life.